# Associazione Calcio Cesena 1973-1974
Questa voce raccoglie le informazioni riguardanti l'Associazione Calcio Cesena nelle competizioni ufficiali della stagione 1973-1974.

## Stagione
Nella stagione 1973-1974 il Cesena disputa il campionato di Serie A, ottiene 27 punti piazzandosi in undicesima posizione. Lo scudetto è stato vinto dalla Lazio con 43 punti davanti alla Juventus con 41 punti. Retrocedono il Verona declassato all'ultimo posto, il Foggia con 24 punti ma penalizzato di sei punti, e il Genoa con 17 punti.
Dopo la storica promozione in Serie A Gigi Radice, il tecnico della promozione va ad allenare la Fiorentina. ACesena approda quindi Eugenio Bersellini che guida la squadra bianconera alla salvezza e quindi a centrare l'obiettivo di mantenere la massima serie. Molto più efficace il percorso in Coppa Italia dove il Cesena vince il primo turno di qualificazione e partecipa così al secondo turno, che qualifica la prima classificata per la finale di Coppa: qui arriva terza davanti alla Lazio e dietro al Palermo ed alla Juventus.
Miglior marcatore stagionale, con 6 centri, è stato Giuliano Bertarelli.

## Rosa
| N. |                   | Ruolo | Calciatore           |
| -- | ----------------- | ----- | -------------------- |
|    | Italia (bandiera) | P     | Lamberto Boranga     |
|    | Italia (bandiera) | P     | Claudio Mantovani    |
|    | Italia (bandiera) | D     | Paolo Ammoniaci      |
|    | Italia (bandiera) | D     | Pierluigi Cera       |
|    | Italia (bandiera) | D     | Luigi Danova         |
|    | Italia (bandiera) | D     | Giampiero Ceccarelli |
|    | Italia (bandiera) | D     | Giuseppe Zaniboni    |
|    | Italia (bandiera) | D     | Pierluigi Frosio     |
|    | Italia (bandiera) | C     | Battista Festa       |

| N. |                   | Ruolo | Calciatore          |
| -- | ----------------- | ----- | ------------------- |
|    | Italia (bandiera) | C     | Francesco Brignani  |
|    | Italia (bandiera) | C     | Otello Catania      |
|    | Italia (bandiera) | C     | Crescenzo Scungio   |
|    | Italia (bandiera) | A     | Maurizio Orlandi    |
|    | Italia (bandiera) | A     | Gianluigi Savoldi   |
|    | Italia (bandiera) | A     | Giuliano Bertarelli |
|    | Italia (bandiera) | A     | Giovanni Toschi     |
|    | Italia (bandiera) | A     | Ariedo Braida       |
|    | Italia (bandiera) | A     | Roberto Tombolato   |

## Risultati

### Serie A

#### Girone di andata
| Cesena 7 ottobre 1973 1ª giornata | Cesena            | 0 – 0 | Torino | Stadio La Fiorita\| Arbitro: \| Toselli (Cormons) \| |
| Arbitro:                          | Toselli (Cormons) |       |        |                                                      |

| Arbitro: | Menegali (Roma) |

|              |           |  |
| Chiarugi 50’ | Marcatori |  |

| Arbitro: | Lazzaroni (Milano) |

|            |           |  |
| Toschi 50’ | Marcatori |  |

| Arbitro: | Giunti (Arezzo) |

|                |           |            |
| F. Liguori 88’ | Marcatori | 75’ Braida |

| Cesena 18 novembre 1973 5ª giornata | Cesena           | 0 – 0 | Lazio | Stadio La Fiorita\| Arbitro: \| Branzoni (Pavia) \| |
| Arbitro:                            | Branzoni (Pavia) |       |       |                                                     |

| Arbitro: | Angonese (Mestre) |

|               |           |                       |
| F. Landini 7’ | Marcatori | 15’ (rig.) Bertarelli |

| Arbitro: | Casarin (Milano) |

|            |           |           |
| Toschi 81’ | Marcatori | 76’ Corso |

| Arbitro: | Mascali (Desenzano del Garda) |

|                 |           |  |
| Cera 21’ (aut.) | Marcatori |  |

| Arbitro: | Levrero (Genova) |

|                          |           |                        |
| Bettega 29’ Anastasi 73’ | Marcatori | 13’ Brignani 49’ Festa |

| Arbitro: | R. Lattanzi (Roma) |

|                            |           |                    |
| Bertarelli 15’ Orlandi 75’ | Marcatori | 81’ (rig.) Improta |

| Cagliari 30 dicembre 1973 11ª giornata | Cagliari       | 0 – 0 | Cesena | Stadio Sant'Elia\| Arbitro: \| Trono (Torino) \| |
| Arbitro:                               | Trono (Torino) |       |        |                                                  |

| Arbitro: | Lazzaroni (Milano) |

|                             |           |                          |
| G.L. Savoldi 38’ Toschi 52’ | Marcatori | 49’ Vitali 57’ Bernardis |

| Cesena 13 gennaio 1974 13ª giornata | Cesena               | 0 – 0 | Fiorentina | Stadio La Fiorita\| Arbitro: \| Gialluisi (Barletta) \| |
| Arbitro:                            | Gialluisi (Barletta) |       |            |                                                         |

| Arbitro: | Picasso (Chiavari) |

|                       |           |  |
| Domenghini 78’ (rig.) | Marcatori |  |

| Arbitro: | Toselli (Cormons) |

|  |           |                |
|  | Marcatori | 70’ S. Mazzola |

#### Girone di ritorno
| Arbitro: | Serafino (Roma) |

|                                   |           |                |
| P. Pulici 57’ (rig.) Graziani 75’ | Marcatori | 27’ Bertarelli |

| Arbitro: | Menicucci (Firenze) |

|                |           |  |
| Bertarelli 80’ | Marcatori |  |

| Arbitro: | Motta (Monza) |

|                 |           |                       |
| Zigoni 50’, 80’ | Marcatori | 64’ (rig.) Bertarelli |

| Arbitro: | Ciacci (Firenze) |

|                         |           |  |
| Catania 12’ Orlandi 86’ | Marcatori |  |

| Arbitro: | Agnolin (Bassano del Grappa) |

|                         |           |  |
| Chinaglia 35’ Nanni 40’ | Marcatori |  |

| Arbitro: | Barbaresco (Cormons) |

|                                                 |           |  |
| Ammoniaci 35’ Orlandi 64’ (rig.) Bertarelli 75’ | Marcatori |  |

| Arbitro: | Panzino (Catanzaro) |

|                 |           |                            |
| Pa. Mariani 62’ | Marcatori | 41’ Festa 73’ G.L. Savoldi |

| Arbitro: | Giunti (Arezzo) |

|            |           |             |
| Braida 89’ | Marcatori | 60’ Braglia |

| Arbitro: | Lo Bello (Siracusa) |

|  |           |                          |
|  | Marcatori | 6’ Anastasi 69’ Altafini |

| Arbitro: | Mascali (Desenzano del Garda) |

|              |           |                  |
| Maraschi 53’ | Marcatori | 59’ G.L. Savoldi |

| Arbitro: | Schena (Foggia) |

|            |           |             |
| Toschi 60’ | Marcatori | 42’ S. Gori |

| Vicenza 28 aprile 1974 27ª giornata | Lanerossi Vicenza | 0 – 0 | Cesena | Stadio Romeo Menti\| Arbitro: \| Benedetti (Roma) \| |
| Arbitro:                            | Benedetti (Roma)  |       |        |                                                      |

| Firenze 5 maggio 1974 28ª giornata | Fiorentina                  | 0 – 0 | Cesena | Stadio Comunale\| Arbitro: \| Moretto (San Donà di Piave) \| |
| Arbitro:                           | Moretto (San Donà di Piave) |       |        |                                                              |

| Arbitro: | Casarin (Milano) |

|             |           |           |
| Catania 67’ | Marcatori | 88’ Prati |

| Arbitro: | V. Lattanzi (Roma) |

|                                                |           |            |
| Ceccarelli 10’ (aut.) Boninsegna 25’ Massa 72’ | Marcatori | 89’ Braida |

### Coppa Italia

#### Primo turno
| Arbitro: | Torelli (Milano) |

|            |           |                    |
| Gritti 56’ | Marcatori | 80’ (rig.) Orlandi |

| Arbitro: | Porcelli (Lodi) |

|                         |           |  |
| Toschi 8’ Tombolato 14’ | Marcatori |  |

| Torino 9 settembre 1973 3ª giornata | Torino             | 0 – 0 | Cesena | Stadio Comunale\| Arbitro: \| R. Lattanzi (Roma) \| |
| Arbitro:                            | R. Lattanzi (Roma) |       |        |                                                     |

| Arbitro: | V. Lattanzi (Roma) |

|                              |           |  |
| Braida 27’, 40’ Brignani 51’ | Marcatori |  |

#### Secondo turno
| Arbitro: | Picasso (Chiavari) |

|                         |           |               |
| Scungio 1’ Zaniboni 83’ | Marcatori | 62’ Chinaglia |

| Arbitro: | Barboni (Firenze) |

|               |           |          |
| Tombolato 50’ | Marcatori | 82’ Pepe |

| Arbitro: | V. Lattanzi (Roma) |

|             |           |            |
| Spinosi 36’ | Marcatori | 45’ Toschi |

| Arbitro: | Cantelli (Firenze) |

|                      |           |              |
| Chinaglia 88’ (rig.) | Marcatori | 3’ Tombolato |

| Arbitro: | Lenardon (Siena) |

|                             |           |  |
| Magistrelli 26’ Barbana 31’ | Marcatori |  |

| Arbitro: | Ciacci (Firenze) |

|  |           |              |
|  | Marcatori | 84’ Musiello |

## Statistiche

### Statistiche di squadra
| Competizione | Punti | In casa | In casa | In casa | In casa | In casa | In casa | In trasferta | In trasferta | In trasferta | In trasferta | In trasferta | In trasferta | Totale | Totale | Totale | Totale | Totale | Totale | DR |
| Competizione | Punti | G       | V       | N       | P       | Gf      | Gs      | G            | V            | N            | P            | Gf           | Gs           | G      | V      | N      | P      | Gf     | Gs     | DR |
| ------------ | ----- | ------- | ------- | ------- | ------- | ------- | ------- | ------------ | ------------ | ------------ | ------------ | ------------ | ------------ | ------ | ------ | ------ | ------ | ------ | ------ | -- |
| Serie A      | 27    | 15      | 5       | 8       | 2       | 15      | 10      | 15           | 1            | 7            | 7            | 10           | 18           | 30     | 6      | 15     | 9      | 25     | 28     | -3 |
| Coppa Italia |       | 5       | 3       | 1       | 1       | 8       | 3       | 5            | 0            | 4            | 1            | 4            | 6            | 10     | 3      | 5      | 2      | 12     | 9      | +3 |
| Totale       |       | 20      | 8       | 9       | 3       | 22      | 13      | 20           | 1            | 11           | 8            | 14           | 24           | 40     | 9      | 20     | 11     | 37     | 37     | 0  |

### Statistiche dei giocatori
| Giocatore       | Serie A  | Serie A | Serie A     | Serie A    | Coppa Italia | Coppa Italia | Coppa Italia | Coppa Italia | Totale   | Totale | Totale      | Totale     |
| Giocatore       | Presenze | Reti    | Ammonizioni | Espulsioni | Presenze     | Reti         | Ammonizioni  | Espulsioni   | Presenze | Reti   | Ammonizioni | Espulsioni |
| --------------- | -------- | ------- | ----------- | ---------- | ------------ | ------------ | ------------ | ------------ | -------- | ------ | ----------- | ---------- |
| P. Ammoniaci    | 30       | 1       | ?           | ?          | ?            | ?            | ?            | ?            | 30+      | 1+     | ?           | ?          |
| G. Bertarelli   | 25       | 6       | ?           | ?          | ?            | ?            | ?            | ?            | 25+      | 6+     | ?           | ?          |
| L. Boranga      | 21       | -21     | ?           | ?          | ?            | ?            | ?            | ?            | 21+      | -21+   | ?           | ?          |
| A. Braida       | 16       | 3       | ?           | ?          | ?            | ?            | ?            | ?            | 16+      | 3+     | ?           | ?          |
| F. Brignani     | 28       | 1       | ?           | ?          | ?            | ?            | ?            | ?            | 28+      | 1+     | ?           | ?          |
| O. Catania      | 11       | 2       | ?           | ?          | ?            | ?            | ?            | ?            | 11+      | 2+     | ?           | ?          |
| G. Ceccarelli   | 22       | 0       | ?           | ?          | ?            | ?            | ?            | ?            | 22+      | 0+     | ?           | ?          |
| P. Cera         | 29       | 0       | ?           | ?          | ?            | ?            | ?            | ?            | 29+      | 0+     | ?           | ?          |
| L. Danova       | 28       | 0       | ?           | ?          | ?            | ?            | ?            | ?            | 28+      | 0+     | ?           | ?          |
| B. Festa        | 30       | 2       | ?           | ?          | ?            | ?            | ?            | ?            | 30+      | 2+     | ?           | ?          |
| P. Frosio       | 5        | 0       | ?           | ?          | ?            | ?            | ?            | ?            | 5+       | 0+     | ?           | ?          |
| C. Mantovani    | 9        | -7      | ?           | ?          | ?            | ?            | ?            | ?            | 9+       | -7+    | ?           | ?          |
| M. Orlandi      | 29       | 3       | ?           | ?          | ?            | ?            | ?            | ?            | 29+      | 3+     | ?           | ?          |
| G. Savoldi (II) | 28       | 3       | ?           | ?          | ?            | ?            | ?            | ?            | 28+      | 3+     | ?           | ?          |
| G. Toschi       | 24       | 4       | ?           | ?          | ?            | ?            | ?            | ?            | 24+      | 4+     | ?           | ?          |
| R. Tombolato    | 5        | 0       | ?           | ?          | ?            | ?            | ?            | ?            | 5+       | 0+     | ?           | ?          |
| G. Zaniboni     | 16       | 0       | ?           | ?          | ?            | ?            | ?            | ?            | 16+      | 0+     | ?           | ?          |